# Acteocina oldroydi
Acteocina oldroydi är en snäckart som beskrevs av Dall 1925. Acteocina oldroydi ingår i släktet Acteocina och familjen Cylichnidae. Inga underarter finns listade i Catalogue of Life.